# فضيحة لوينسكي
فضيحة ليوينسكي (بالإنجليزية: Lewinsky scandal) هي فضيحة جنسية سياسية أمريكية طالت الرئيس الثاني والأربعين للولايات المتحدة بيل كلينتون البالغ من العمر 49 عاما آنذاك والمتدربة في البيت الابيض مونيكا لوينسكي (22 عاما). حدثت هذه العلاقة الجنسية بين عامي 1995 و 1996 وظهرت للعلن في عام 1998. ألقى كلينتون خطابا متلفزا ختمه بقوله بأنه لم يقم علاقة مع ليوينسكي. أجريت تحقيقات إضافية أفضت إلى اتهام كلينتون بالحنث باليمين وإلى عزل كلينتون في عام 1998 من قبل مجلس النواب الأمريكي، تمت تبرئته لاحقًا من جميع تهم المساءلة المتعلقة بالحنث باليمين وعرقلة سير العدالة في محاكمة استمرت 21 يومًا في مجلس الشيوخ الأمريكي.
احتجز كلينتون في قضية ازدراء المحكمة من قبل القاضي سوزان ويبر رايت لإدلائه بشهادة مضللة في قضية بولا جونز بخصوص ليوينسكي، كما تم تغريمه بمبلغ 90,000 دولار من قبل رايت.  وتعليق رخصته القانونية لممارسة المحاماة في أركنساس لمدة خمس سنوات؛ بعد ذلك بوقت قصير منع من عرض القضايا أمام المحكمة العليا للولايات المتحدة. 

خلال فترة ولاية كلينتون الأولى في عام 1995، تم تعيين ليوينسكي – وهي خريج كلية لويس وكلارك – للعمل كمتدربة في البيت الأبيض، وتم توظيفها لاحقا في مكتب الشؤون التشريعية بالبيت الأبيض. بدأ كلينتون علاقة شخصية معها وهي تعمل في البيت الأبيض، وقد شاركت تفاصيل العلاقة مع ليندا تريب، وهي زميلتها في وزارة الدفاع والتي سجلت المحادثات الهاتفية بينهما سرا. 

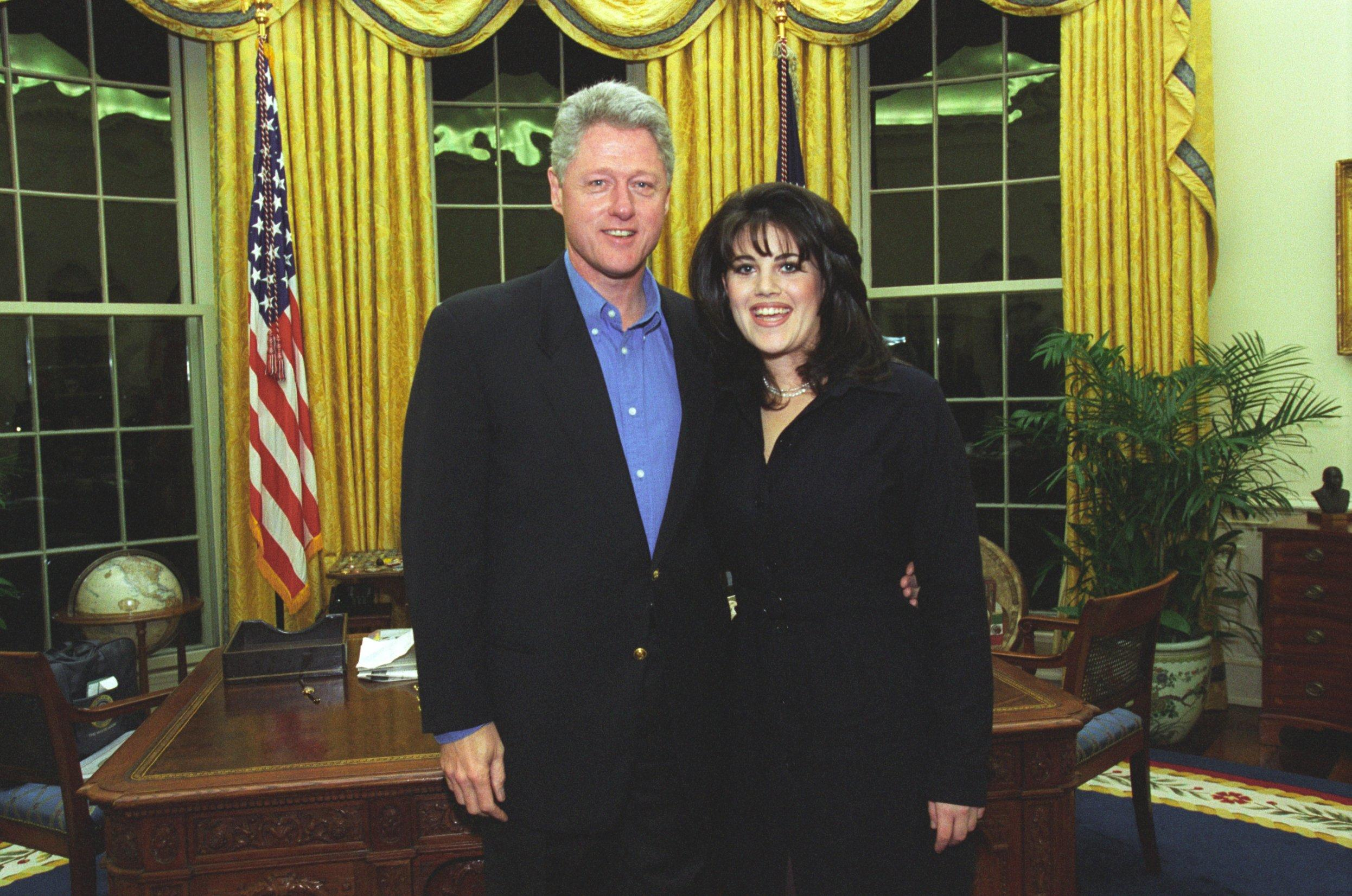
كلينتون ومونيكا في شباط 1997

وفي يناير 1998، اكتشفت تريب أن ليوينسكي أدلت بقسمها في شهادة خطية في قضية بولا جونز، ونفت وجود علاقة بينها وبين كلينتون. سلمت تريب الأشرطة إلى كين ستار، المستشار المستقل الذي كان يحقق مع كلينتون حول مسائل أخرى، بما في ذلك فضيحة وايت ووتر، ومشكلة ملفات مكتب التحقيقات الفيدرالي في البيت الأبيض، والجدل حول مكتب السفر في البيت الأبيض. اختار كلينتون كلماته بعناية خلال شهادته أمام هيئة المحلفين الكبرى، وقال: "ذلك يعتمد على معنى كلمة "توجد"،  فيما يتعلق بصحة بيانه بأن "لا توجد علاقة جنسية غير سوية أو أي علاقة غير سوية من نوع آخر". 
نشرت تقارير واسعة عن الفضيحة وانتقدت الصحافة بسبب إفراطها في تغطية الموضوع.  ويشار إلى هذه الفضيحة أحيانا باسم "مونيكا غيت"،  ليوينسكي غيت، "" سكس غيت"، كانت لازمة "غيت" تحظى بشعبية كبيرة منذ زمن فضيحة ووترغيت.
تم تأكيد العلاقة بين بيل كلينتون ومونيكا ليوينسكي، ولكن زواج بيل وهيلاري كلينتون نجا من هذه الفضيحة.